# Bitva u Mukdenu
Bitva u Mukdenu (dnešní Šen-jang) v Mandžusku byla rozhodující pozemní bitvou rusko-japonské války, 1904 – 1905. Řadí se mezi největší bitvy před vypuknutím první světové války a počtem zúčastněných předčí i bitvu u Lipska. Na straně Japonského císařství měl maršál Iwao Ójama 270 000 – 280 000 mužů (rozdělených do pěti armád), na straně carského Ruska bylo pod velením generála Alexeje Nikolajeviče Kuropatkina 280 000 – 340 000 mužů (rozdělených do tří armád). Bitva skončila japonským vítězstvím a určila i konečného vítěze celé války.

## Předcházející události

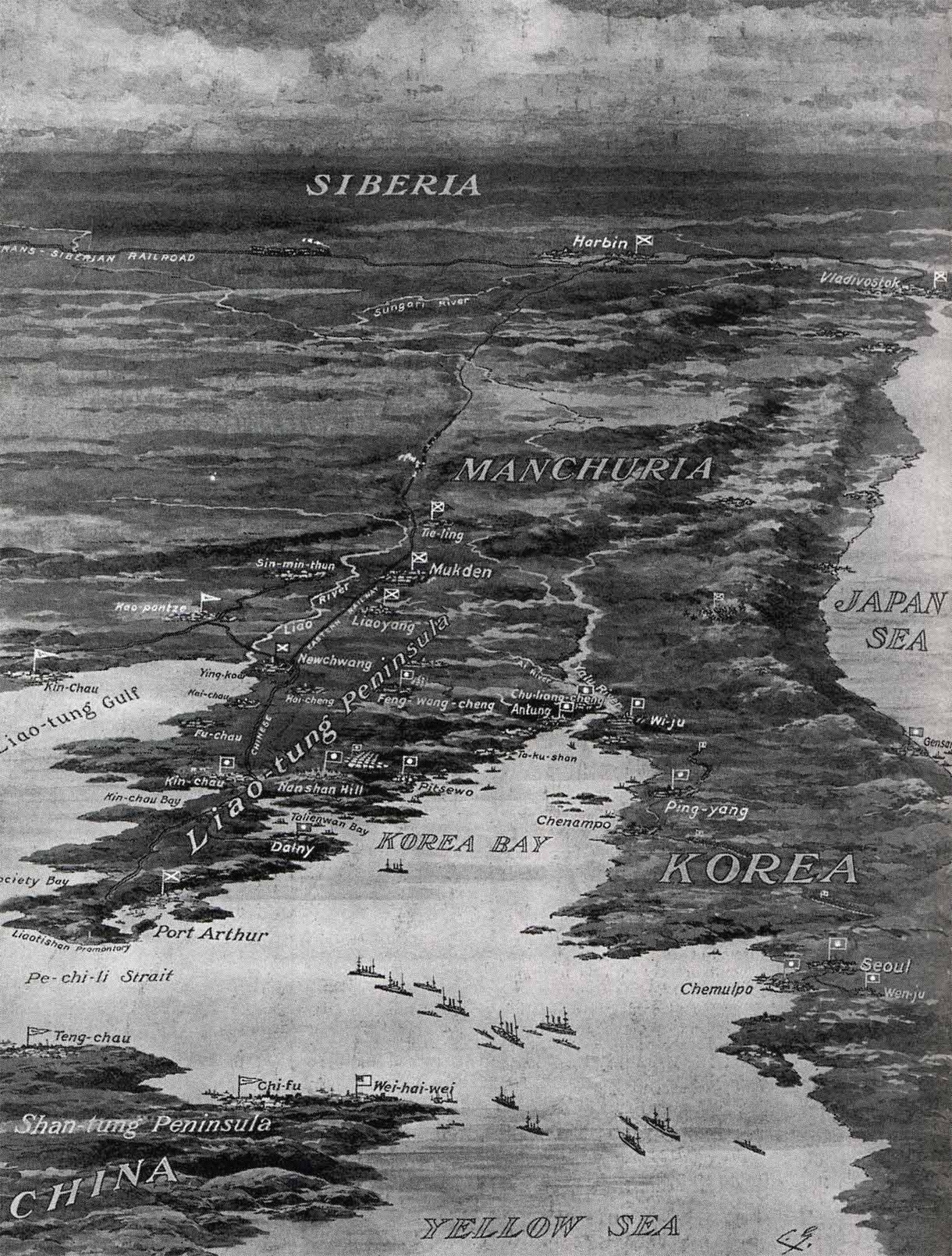
Bojiště rusko-japonské války: Poloostrov Liao-tung, na jihu Port Arthur, na severu Mukden (anglicky)

Po celé 19. století expandovali Rusové na Dálný východ a Japonci jen velice nelibě nesli jejich ambice v jižním Mandžusku a Koreji. Ruské diplomacii se v roce 1898 podařilo Čínskému císařství vnutit 25letý pronájem poloostrova Liao-tung se strategickým přístavem Port Arthur na jeho jihu. Tichooceánské loďstvo získalo celoročně nezamrzající přístav a výchozí bod pro kontrolu nad Žlutým mořem, Korejským zálivem a částí čínského pobřeží. Poslední kapkou pro Japonce bylo ruské rozhodnutí, že budovaná Transsibiřská magistrála povede přes jižní Mandžusko a Port Arthur bude na ni přímo napojen.

### Stručný popis celého konfliktu
Válka začala 8. února 1904, kdy japonské námořnictvo bez vyhlášení války zaútočilo na ruskou Tichomořskou flotilu u Port Arthuru. Dvoudenní bitva (více: Bitva u Port Arthuru) skončila bez vítěze, ale Japoncům se podařilo získat bojovou iniciativu, zatímco ruské síly se stáhly a vyčkávaly v přístavu. Ruské pasivity Japonci zručně využili, vylodili se na Korejském poloostrově u Inčchonu a záhy obsadili Pchjongjang. V dubnu 1904 již stály japonské síly na hranicích Rusy ovládaného Mandžuska a probily se až k Port Arthuru. Ruští obránci odolávali japonským útokům do konce roku 1904 (více: Obléhání Port Arturu). Ruská pozemní vojska, která měla osvobodit obležený přístav, byla nejprve poražena v bitvě u Liao-jangu na přelomu srpna a září 1904 a ani v bitvě na řece Ša-che v říjnu 1904 se jí nepodařilo prolomit japonské pozice. Posádka Port Arthuru kapitulovala 2. ledna 1905. Dobytím města byla uvolněna 3. armáda generála Nogiho, která se mohla přesunout do Mandžuska. Na konci ledna 1905 proběhla bitva u Sandepa, 60 km jižně od Mukdenu, s nerozhodným výsledkem.

## Bitva

### Rozestavění sil

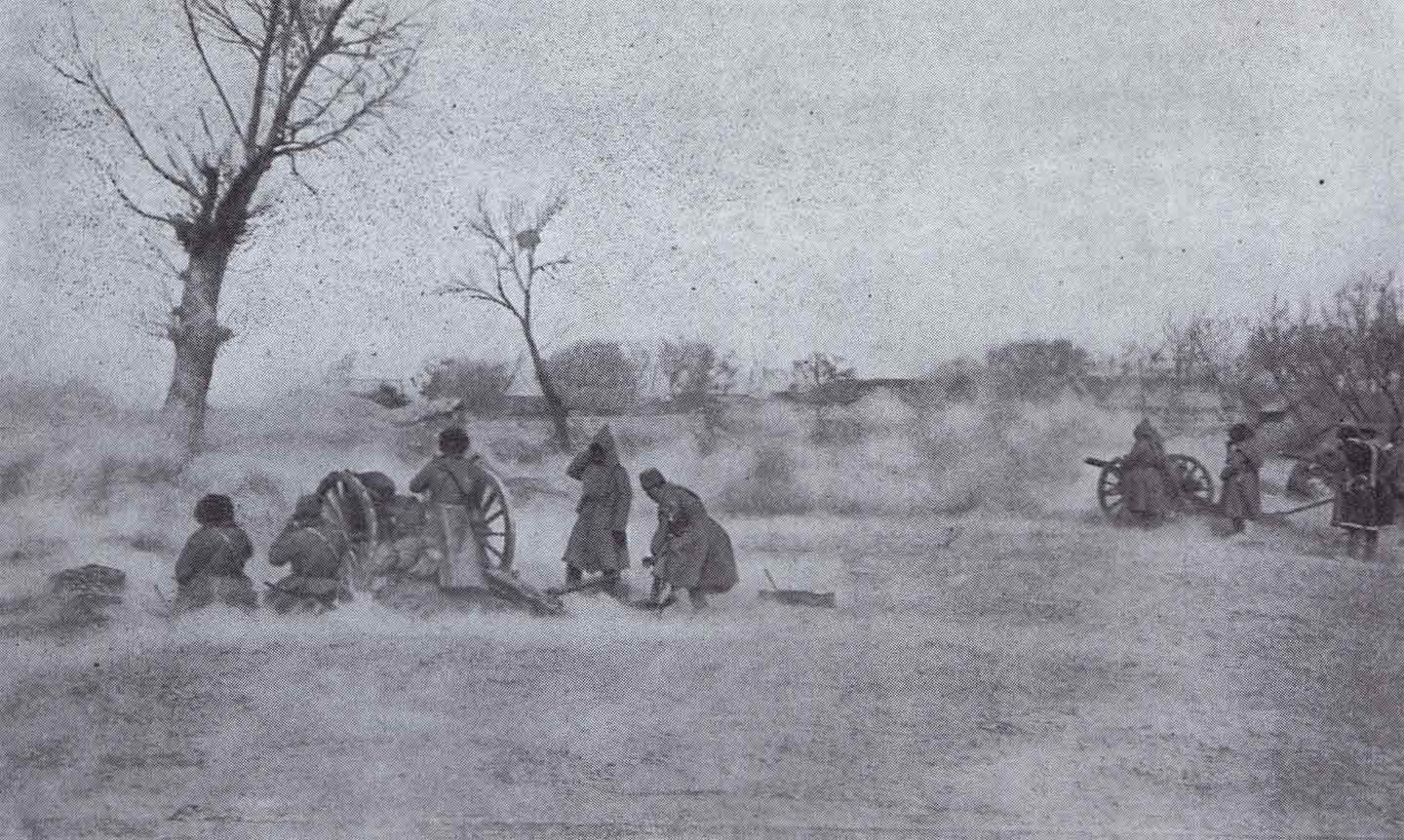
Ruská pozice u Mukdenu, leden 1905

Před bitvou se ruská fronta linula jižně od Mukdenu na celých 140 km. Západní křídlo držela 2. mandžuská armáda barona von Kaulbars, střed s přístupovými cestami do města bránila 3. mandžuská armáda pod velením barona von Bilderling, kopcovité východní křídlo měla na starost 1. mandžuská armáda generála Liněviče. Vrchní velitel ruských vojsk generál Kuropatkin byl před bitvou toho názoru, že hlavní japonský úder půjde přes východní kopcovité křídlo. V přesvědčení ho ještě utvrdil příchod japonských veteránů od Port Arthuru z 3. armády do zmiňované oblasti. Dvě třetiny jezdectva přiřadil k východnímu křídlu, a tak rozestavěl své armády ve zcela defenzivní formaci, ze které se nedalo zaútočit, aniž by nevznikla ve frontové linii mezera. Celková síla ruských armád činila před bitvou cca 340 000 mužů.
Japonci měli na východním křídle 1. armádu generála Kurokiho a 4. armádu generála Nozeho. Západní křídlo měla na starost 2. armáda generála Oka. Příchozí 3. armáda generála Nogiho byla postavena na západě za 2. armádu. Nově se zformovala 5. armáda z veteránů z bojů u Port Arthuru pod vedením generála Kawamury byla počtem mužů i výzbrojí slabší než ostatní armády, ale její postavení na východní křídlo výrazně ovlivnilo ruské rozestavění vojsk. Polní maršál Ójama měl v plánu obklíčit svými armádami Mukden a odstřihnout ruským armádám únikovou cestu na sever. Celková síla japonských armád činila cca 260 000 mužů.

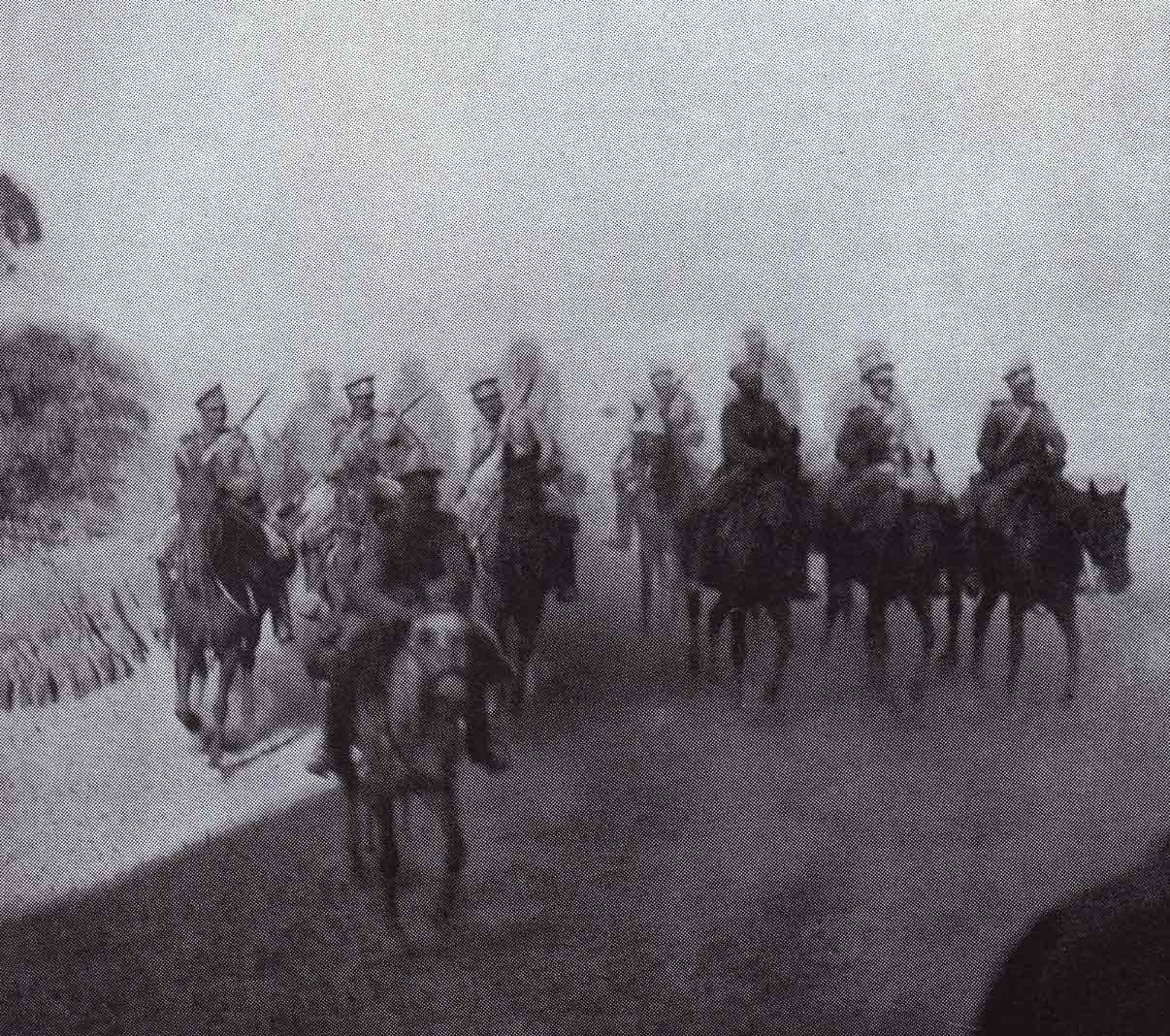
Ruské jezdectvo na průzkumu, leden 1905

### Průběh bitvy
Samotná bitva začala 20. února 1905 útokem 5. armády na ruské východní křídlo. Dne 27. února zaútočila japonská 4. armáda na západní část fronty a 3. armáda začala s obkličovacím manévrem na severozápadě Mukdenu. Do 1. března byla východní a střední část fronty nehybná, ale 7. března začali Rusové stahovat své jednotky z východního křídla a přesouvat je proti postupující japonské 3. armádě na západě. Přesun ruských armád z východu na západ byl velice špatně koordinovaný a měl za následek rozklad organizace 1. a 3. mandžuské armády a celkový chaos na ruské frontě. Po neúspěšném manévru nařídil generál Kuropatkin ústup ruských armád na sever k Mukdenu, kde se měli Rusové postavit nepříteli na břehu řeky Hun. Maršál Ójama po ústupu Rusů nařídil útok. Počasí stálo při Japoncích, protože roku 1905 byla velice tuhá zima, řeka Hun zůstal v době bitvy zamrzlá a nebyla pro pozemní útok žádnou překážkou. Při překračování řeky se japonské jednotky setkaly s vytrvalou obranou Rusů podpořenou dělostřelectvem. Za cenu velkých ztrát se jim podařilo obsadit severní břeh řeky a zničit místní obranné jednotky. Nejvýchodnější část ruských jednotek byla odříznutá od hlavního těla ruských armád a na západní části fronty se Japonci stále pokoušeli o obklíčení města.

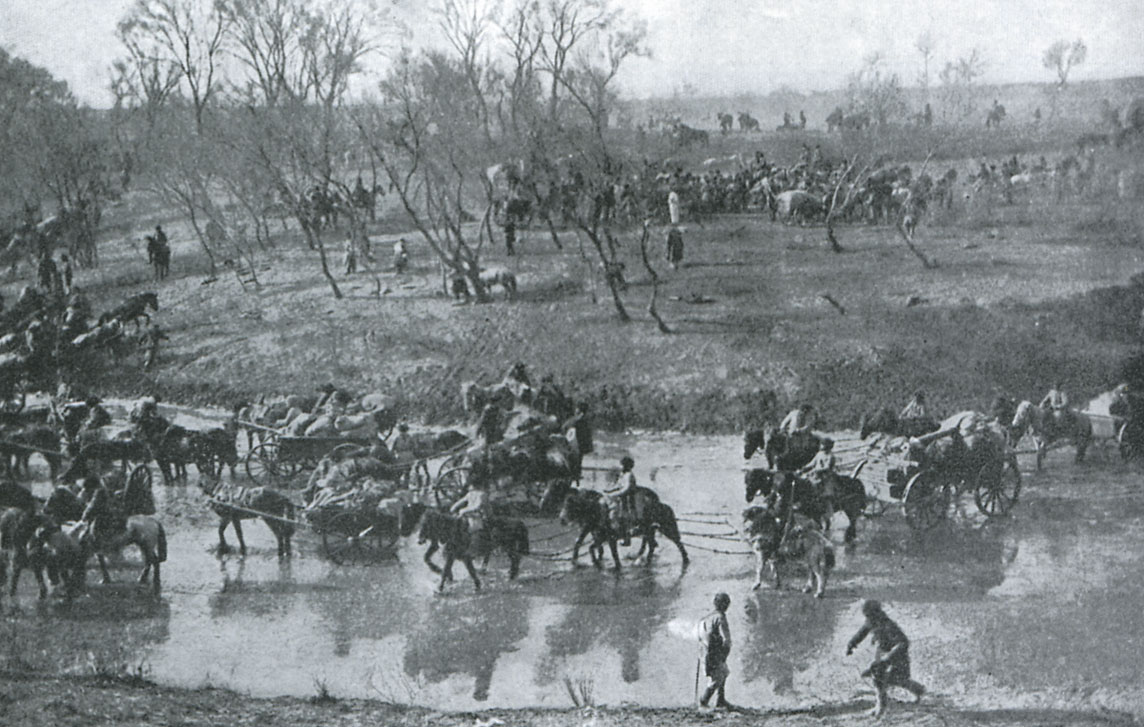
Ústup ruských jednotek po bitvě

Pod hrozbou úplného obklíčení dal 9. března generál Kuropatkin rozkaz k ústupu na sever. Organizovaný ústup byl nicméně narušen průlomem fronty japonskou 4. armádou a rychle se zvrtl v neorganizovaný úprk. V panice zanechaly ruské jednotky na bojišti kromě svých raněných i množství munice a zásob. Následujícího dne 10. března 1905 byl obsazen Mukden. Po obsazení města se Japonci pustili do pronásledování zbylých ruských jednotek, ale byli zpomalováni dlouhými zásobovacími trasami. Pronásledování nakonec skončilo 20 km severně za městem.

### Výsledek bitvy
Rusové v bitvě ztratili téměř 90 000 vojáků a velké množství materiálu a munice. Japonci se v dobytém Mukdenu zmocnili 60 000 pušek, 60 polních děl, značného množství střeliva, velkých zásob potravin a dalšího vojenského materiálu. Ze strachu před postupujícími Japonci nařídil generál Kuropatkin vypálit 70 km vzdálené město Tchie-ling a pochodoval se zbylými muži 10 dnů na sever k dnešnímu městu S’-pching (130 km od Tchie-lingu). Zde generál Baťjanov, který vystřídal barona von Bilderling ve velení 3. mandžuské armády, začal budovat obranou linii proti dalšímu možnému japonskému útoku. Generál Kuropatkin zde dlouho nevyčkal a po reorganizaci svých armád se z jižního Mandžuska na dobro stáhl. Nakonec požádal cara, aby ho zbavil vrchního velení ruské armády v Mandžusku. Na jeho místo byl jmenován generál Liněvič. Japonci utrpěli ztráty čítající 75 000 mužů, což jsou procentuálně vyšší ztráty s ohledem na velikost účastnících se vojsk.

## Následné události

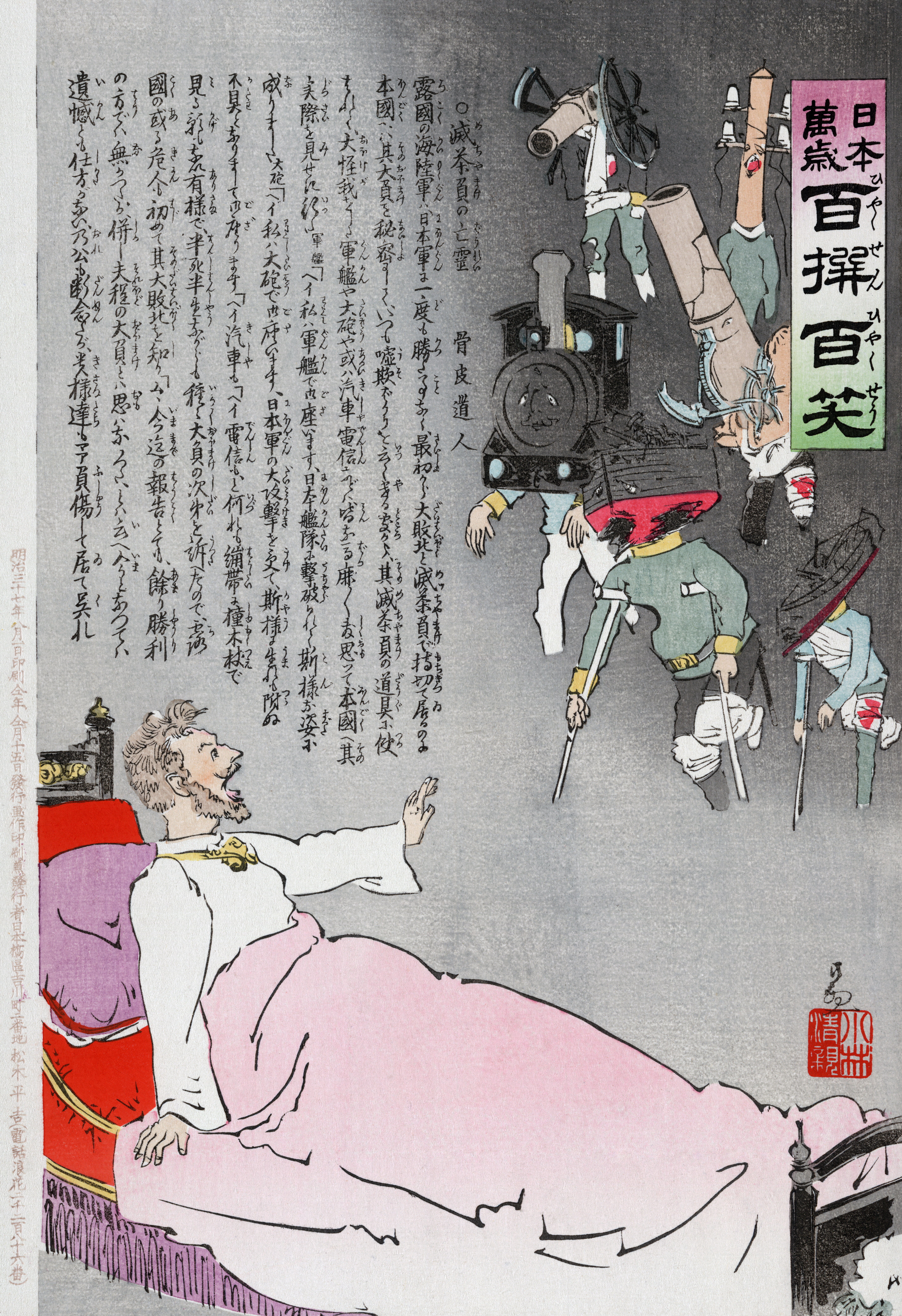
Japonská propaganda ukazující ruského cara probouzejícího se z noční můry, která mu ukázala zničené ruské jednotky vracející se z války

Do konce srpna 1905 stačili Rusové do severního Mandžuska přesunout posily, takže měli k dispozici 446 500 mužů oproti japonským 337 000. Nicméně armáda byla morálně zdeptána a neschopna boje. Japonci taktéž nepokračovali v žádném dalším pozemním útoku, protože jim začaly docházet zásoby a hospodářství přestávalo válečnou mašinérii zvládat. Poslední bitvou války se stala námořní bitva u Cušimy, která skončila pro Rusy taktéž porážkou.
Prohraná válka silně zasáhla ruskou společnost, zničila obraz Ruska jako světové velmoci, ukázal naplno jeho zaostalost a silně podkopala důvěru ve vládní vrstvy včetně v samotného cara. Rusko se postupně celé ponořilo do stávek dělníků, vzpour vojenských jednotek a občanských nepokojů, které nakonec vyústily v tzv. Ruskou revoluci. Vítězství Japonska nad Ruskem obecně vyvolalo v západní Evropě velké pozdvižení. Do té doby nebylo myslitelné, že by nějaké evropská armáda prohrála válku s neevropským protivníkem. Skončila tak skutečnost, která hlásala, že evropské armády jsou nadřazeny všem ostatním.

### Osudy hlavních postav bitvy
Ruský generál Alexej Nikolajevič Kuropatkin byl po válce poslán do penze. Do armády se vrátil až s vypuknutím první světové války, kde měl na starost neúspěšnou ofenzívu u Rigy v únoru 1916. Následně byl převelen do střední Asie a pomáhal porazit revoltu místních kmenů v ruském Turkestánu. V revolučním roce 1917 se přidal na stranu Prozatímní vlády, po převzetí moci bolševiky se stáhl do ústraní a do konce svého života v roce 1925 učil na zemědělské škole.
Polní maršál Iwao Ójama měl před válkou za sebou pestrou vojenskou kariéru (účastnil se první čínsko-japonské války). Po válce byl vyznamenám samotným císařem vyznamenáním kōshaku, což je nejvyšší vyznamenání v Japonském císařství. Po válce se aktivně zapojil do politického dění v Japonsku. Zemřel v roce 1916 v sedmdesáti pěti letech.